# Aristochromis christyi
Aristochromis christyi ist eine afrikanische Buntbarschart, die endemisch im ostafrikanischen Malawisees vorkommt. Die Art wurde nach Cuthbert Christy benannt, der in Afrika Fische für das British Museum sammelte.

## Merkmale
Aristochromis christyi kann 25 bis 30 cm lang werden und hat einen langgestreckten, seitlich stark abgeflachten Körper, dessen Körperlänge etwa das Dreifache der Körperhöhe beträgt. Die Rückenlinie ist leicht gebogen, das Bauchprofil bis zur Afterflosse gerade, dann zum Schwanzstiel ansteigend. Der Kopf hat ein steiles Profil, ist seitlich stark abgeflacht und erinnert an den Kopf von Messerlippfischen der Gattung Xyrichtys. Die Schnauze ist gleich lang oder etwas kürzer als der hinter den Augen liegende Teil des Kopfes. Das Maul reicht bis unter das Auge, der Oberkiefer steht etwas vor. Die Zähne sind klein, konisch und stehen in den vorderen Kieferabschnitten in drei bis vier Reihen. Auch die Pharyngealzähne sind klein. Auf dem unteren Abschnitt des ersten Kiemenbogens finden sich 10 bis 12 Kiemenrechen. Die Wangen haben fünf bis sieben Schuppenreihen.
- Flossenformel: Dorsale XV–XVII/11–13, Anale III/9–11.
- Schuppenformel: mLR 34–36

Weibchen und Jungfische von Aristochromis christyi sind gelblich bis grau und haben transparente Flossen. Männchen sind blaugrün mit einem metallisch schimmernden Kopf, einer bläulichen Rückenflosse, einer bläulichen, leicht rötlich schimmernden Schwanzflosse und einer gelblichen bis rötlichen, mit zahlreichen Eiflecken gemusterten Afterflosse. Beide Geschlechter zeigen zwei dunkle Längsbinden, eine schmalere liegt direkt unterhalb der Rückenflosse, die zweite breitere verläuft vom „Nacken“ bis auf den Schwanzstiel.

## Lebensweise
Aristochromis christyi ist ein piscivorer Raubfisch, vor allem an felsigen Küsten und in der Übergangszone zwischen Fels- und Sandküste in Tiefen von zwei bis zehn Metern lebt. Bei der Jagd legt sich die Art oft auf den Boden auf eine Körperseite, imitiert so einen verendenden Fisch und bewegt sich dann langsam auf den Beutefisch zu, um blitzschnell zuzuschnappen, wenn sie nah genug herangekommen ist. Oder sie saugt so, auf der Seite liegend, Jungfische ein, die sich unter Steine geflüchtet haben. Wie fast alle Buntbarsche des Malawisees ist Aristochromis christyi ein Maulbrüter. Das Weibchen beschützt Eier und Larven für etwa drei Wochen im Maul und beschützt die frei schwimmenden Jungfische etwa für drei weitere Wochen.